# Solly March
Solomon Benjamin „Solly“ March (* 20. Juli 1994 in Eastbourne) ist ein englischer Fußballspieler, der beim Premier-League-Verein Brighton & Hove Albion unter Vertrag steht. Der Flügelspieler ist ehemaliger englischer U-Nationalspieler.

## Karriere

### Vereine
March begann beim Londoner Verein Crystal Palace mit dem Fußballspielen. Nachdem er kurze Zeit in der Jugend von Eastbourne Borough gespielt hatte, wechselte er 2010 zum FC Lewes in die Isthmian League. Beim 4:1-Sieg gegen den FC Aveley am 10. September 2011, kam der 17-Jährige zu seinem Debüt in der ersten Mannschaft. Bereits kurz danach erhielt er ein Angebot in die Jugendmannschaft des Zweitligisten Brighton & Hove Albion zu wechseln, wo er im Dezember 2011 letztendlich einen Dreijahresvertrag unterzeichnete. March wurde zu Beginn nur in der Jugendmannschaft Brightons eingesetzt, in der er schnell Aufsehen erregen. Diese wurden auch vom Trainer Gus Poyet bemerkt und am 18. Dezember 2012 saß er zum ersten Mal in einem Meisterschaftsspiel der Herren auf der Ersatzbank. Während der restlichen Saison 2012/13 war March zwei weitere Male auf der Reservebank der Seagulls, ohne jedoch tatsächlich in die Partie eingewechselt zu werden. Durch seine hervorragenden Leistungen in der Jugendmannschaft, wurde er zu Brightons Young Player of the Year 2013 ausgezeichnet. Nach der Saison verlängerte er seinen Vertrag bis 2015.

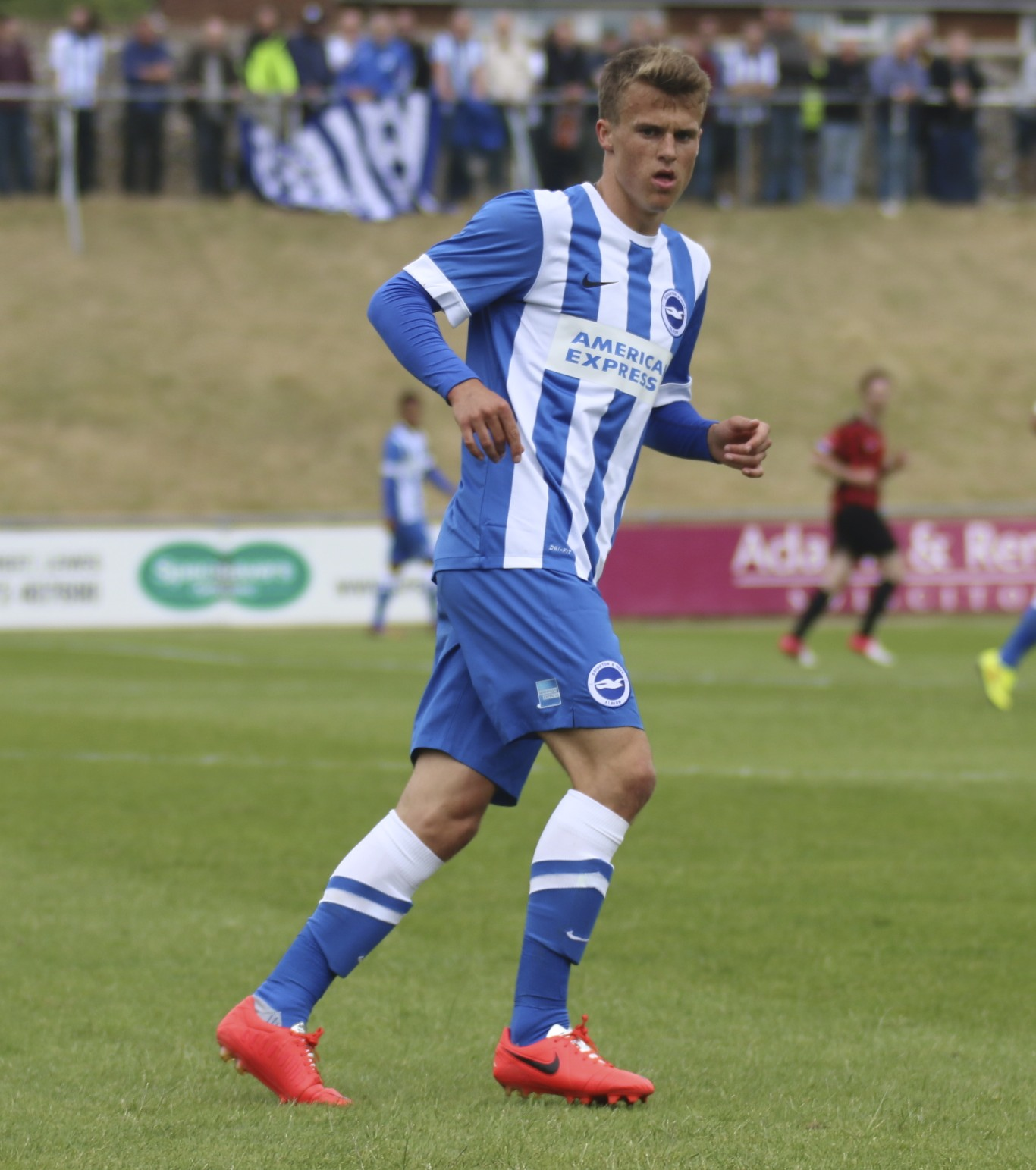
Solly March (2014)

Sein Debüt in der ersten Mannschaft gab er am zweiten Spieltag der Saison 2013/14, als er bei der 1:2-Heimniederlage gegen Derby County in der Schlussphase eingewechselt wurde. Weitere drei Kurzeinsätze folgten, jedoch kam er zwischen November und Januar zu keinem einzigen Einsatz mehr. Erst beim 1:0-Heimsieg gegen den FC Reading im FA Cup am 4. Januar 2014, war er wieder mit von der Partie und durfte sogar starten. Beim 3:1-Auswärtssieg bei Port Vale in der nächsten Runde, erzielte er sein erstes Pflichtspieltor für Brighton. Die guten Leistungen im Pokal verschafften ihm auch in der Liga mehr und mehr Einsatzzeit. Zum Saisonende war er in 28 Spielen zum Einsatz gekommen und unterschrieb im April 2014 einen neuen Vierjahresvertrag bei den Seagulls. Aufgrund von Fitnessproblemen, kam er in der folgenden Spielzeit 2014/15 erst Ende November zu seinem ersten Saisoneinsatz. Sein erstes Ligator erzielte er am 29. Dezember 2014 gegen den FC Fulham. In dieser Saison kam er nur zu 13 Einsätzen. In der Spielzeit 2015/16 war er wieder von Beginn an dabei und erzielte am 17. November 2015 beim 2:1-Auswärtserfolg bei Leeds United sein erstes Saisontor. Weitere folgten gegen MK Dons und Birmingham City. Am 12. Dezember 2015 zog er sich gegen Derby County eine Knieverletzung zu, die seine Saison beendete.
Am 4. Oktober 2016 verlängerte March seinen Vertrag bei Brighton & Hove Albion bis 2020. In der Saison 2016/17 kehrte er erst am 5. November 2016 im Spiel gegen Bristol City in die Mannschaft zurück. Sein erstes Saisontor erzielte er am 5. Februar 2017 beim 3:3-Unentschieden gegen den FC Brentford. In der zweiten Hälfte war er ein essenzieller Stammspieler im Mittelfeld der Südengländer. Mit Brighton gelang ihm in dieser Saison der Meistertitel und der darausfolgende Aufstieg in die erstklassige Premier League. Am Ende der Saison standen vier Tore und genauso viele Vorlagen in 34 Einsätzen auf seinem Konto.
In der Saison 2017/18 bestritt er sein Premier League Debüt am 12. August bei der 1:2-Heimniederlage gegen Manchester City. Sein erstes Saisontor erzielte er am 15. September 2017 bei der 1:2-Auswärtsniederlage gegen den AFC Bournemouth. Er bestritt in dieser Spielzeit 36 Einsätze in der höchsten englischen Spielklasse. Sein Team konnte mit dem 14. Tabellenrang den Abstieg verhindern. In der nächsten Saison 2018/19 kam March in 35 Ligapartien zum Einsatz, in denen er ein Tor erzielte und sechs weitere vorbereitete.

### Nationalmannschaft
Von Trainer Gareth Southgate wurde er im Mai 2014 erstmals in den Kader der englischen U-21-Auswahl nominiert, welche ein U-21-Europameisterschafts-Qualifikationsspiel gegen Wales bestritt und England beim Turnier von Toulon vertrat. Sein Debüt bestritt er letztendlich am 22. Mai gegen Katars U-20. Am 27. März 2017 erzielte er in einem Freundschaftsspiel gegen Dänemarks U-21 sein erstes Tor für die U-21-Nationalmannschaft.

## Erfolge
- EFL Championship: 2016/17